# Adolf Deucher
Adolf Deucher (Wipkingen, 15 de Fevereiro de 1831 - Berna, 10 de Julho de 1912) foi um político suíço.

## Início de carreira
Ele estudou medicina em Heidelberg, Zurique, Praga e Viena. Em 1855 ele se tornou membro do conselho de seu cantão (Thurgau), e em 1868 ele atuou como membro do conselho estabelecido para formular uma nova constituição democrática para Thurgau. De 1869 a 1873 foi membro do Conselho Nacional da Suíça e, três anos após sua reeleição para aquele órgão, tornou-se seu presidente (1882).

## Carreira posterior
Ele foi eleito para o Conselho Federal da Suíça em 10 de abril de 1883 e morreu no cargo em 10 de julho de 1912, aos 81 anos. Ele era filiado ao Partido Democrata Livre. Durante seu tempo de escritório, ele ocupou os seguintes departamentos:
- Departamento de Justiça e Polícia (1883)
- Departamento de Correios e Ferrovias (1884)
- Departamento de Assuntos Internos (1885)
- Departamento Político (1886)
- Departamento de Comércio e Agricultura (1887)
- Departamento de Indústria e Agricultura (1888-1895)
- Departamento de Comércio, Indústria e Agricultura (1896)
- Departamento Político (1897)
- Departamento de Comércio, Indústria e Agricultura (1898–1902)
- Departamento Político (1903)
- Departamento de Comércio, Indústria e Agricultura (1904-1908)
- Departamento Político (1909)
- Departamento de Comércio, Indústria e Agricultura (1910-1912)

Ele foi Presidente da Confederação suíça em 1886, 1897, 1903 e 1909.